# Brachypsyche sibirica
Brachypsyche sibirica är en nattsländeart som först beskrevs av Martynov 1924.  Brachypsyche sibirica ingår i släktet Brachypsyche och familjen husmasknattsländor. Enligt den finländska rödlistan är arten nära hotad i Finland. Arten är reproducerande i Sverige. Artens livsmiljö är bäckar. Inga underarter finns listade i Catalogue of Life.